# ウマル・ヌルマゴメドフ
ウマル・ヌルマゴメドフ（ロシア語: Умар Нурмагомедов、英語: Umar Nurmagomedov、1996年1月9日 - ）は、ロシアの男性総合格闘家。ダゲスタン共和国キジリュルト出身。イーグルスMMA/アメリカン・キックボクシング・アカデミー所属。UFC世界バンタム級ランキング2位。

## 来歴
ロシアのダゲスタン共和国キジリュルトで生まれ、幼少期にフリースタイルレスリング、ムエタイを始める。マハチカラへ移住後は、叔父アブドゥルマナプの元で格闘技のトレーニングを開始した。アマチュア総合格闘技、コンバットサンボの世界選手権で優勝を果たしている。

### 総合格闘技
2016年、 プロ総合格闘技デビュー。ロシアのFight Nights GlobalやPFLに出場して12戦全勝の戦績を収める。

### UFC
2021年1月20日、UFC初出場となったUFC on ESPN: Chiesa vs. Magnyでセルゲイ・モロゾフと対戦し、リアネイキドチョークで絞め落として2R一本勝ち。パフォーマンス・オブ・ザ・ナイトを受賞した。
2023年1月14日、UFC Fight Night: Strickland vs. Imavovでラオーニ・バルセロスと対戦し、左膝蹴りのフェイントから左フックで1RKO勝ち。パフォーマンス・オブ・ザ・ナイトを受賞した。
2024年8月3日、UFC on ABC: Sandhagen vs. Nurmagomedovでバンタム級ランキング2位のコーリー・サンドヘイゲンと対戦。5度のテイクダウンを奪い、スタンドで優勢に試合を進めて3-0の5R判定勝ち。無敗記録を18勝に伸ばし、試合後のインタビューでタイトル挑戦をアピールした。
2025年1月18日、UFC 311のUFC世界バンタム級タイトルマッチで王者メラブ・ドバリシビリに挑戦し、0-3の5R判定負け。王座獲得に失敗し、キャリア19戦目で初黒星を喫したものの、ファイト・オブ・ザ・ナイトを受賞した。試合後、ヌルマゴメドフは1Rの時点で左手を骨折していたことを明かし、手術を受けた。

## 人物・エピソード
- 同じく総合格闘家でBellator世界ライト級王者のウスマン・ヌルマゴメドフは実弟。また、元UFC世界ライト級王者のハビブ・ヌルマゴメドフは従兄弟であり、別の従兄弟アブバカル・ヌルマゴメドフも総合格闘家である。

## 戦績
| 総合格闘技 戦績 | 総合格闘技 戦績 | 総合格闘技 戦績 | 総合格闘技 戦績 | 総合格闘技 戦績 | 総合格闘技 戦績 | 総合格闘技 戦績 |
| --------------- | --------------- | --------------- | --------------- | --------------- | --------------- | --------------- |
| 19 試合         | (T)KO           | 一本            | 判定            | その他          | 引き分け        | 無効試合        |
| 18 勝           | 2               | 7               | 9               | 0               | 0               | 0               |
| 1 敗            | 0               | 0               | 1               | 0               | 0               | 0               |

| 勝敗 | 対戦相手                     | 試合結果                     | 大会名                                                                     | 開催年月日     |
| ×    | メラブ・ドバリシビリ         | 5分5R終了 判定0-3            | UFC 311: Makhachev vs. Moicano 【UFC世界バンタム級タイトルマッチ】         | 2025年1月18日  |
| ○    | コーリー・サンドヘイゲン     | 5分5R終了 判定3-0            | UFC on ABC 7: Sandhagen vs. Nurmagomedov                                   | 2024年8月3日   |
| ○    | ベクザト・アルマカーン       | 5分3R終了 判定3-0            | UFC Fight Night: Rozenstruik vs. Gaziev                                    | 2024年3月2日   |
| ○    | ラオーニ・バルセロス         | 1R 4:40 KO（左フック）       | UFC Fight Night: Strickland vs. Imavov                                     | 2023年1月14日  |
| ○    | ネイト・マネス               | 5分3R終了 判定3-0            | UFC on ESPN 38: Tsarukyan vs. Gamrot                                       | 2022年6月25日  |
| ○    | ブライアン・ケレハー         | 1R 3:15 リアネイキドチョーク | UFC 272: Covington vs. Masvidal                                            | 2022年3月5日   |
| ○    | セルゲイ・モロゾフ           | 2R 3:39 リアネイキドチョーク | UFC on ESPN 20: Chiesa vs. Magny                                           | 2021年1月20日  |
| ○    | ブライアン・ゴンザレス       | 1R 4:33 リアネイキドチョーク | GFC 20 【GFCバンタム級タイトルマッチ】                                     | 2019年11月23日 |
| ○    | サイジマール・ホノーリオ     | 5分3R終了 判定3-0            | PFL 6: 2019 Regular Season                                                 | 2019年8月8日   |
| ○    | タラス・グリツキフ           | 1R 2:46 リアネイキドチョーク | GFC 14: Dagestan 【GFCバンタム級タイトルマッチ】                           | 2019年7月13日  |
| ○    | ワグネル・リマ               | 5分3R終了 判定3-0            | Battle on Volga 10: Nurmagomedov vs Lima 【FMMASバンタム級タイトルマッチ】 | 2019年4月14日  |
| ○    | サイードヨクブ・カフラモノフ | 5分3R終了 判定3-0            | PFL 7: 2018 Regular Season                                                 | 2018年8月30日  |
| ○    | ファトゥージン・サビロフ     | 5分3R終了 判定3-0            | Samara MMA Federation Battle on the Volga 4 【FMMASバンタム級王座決定戦】  | 2018年5月11日  |
| ○    | シュウジ・ヤマウチ           | 5分3R終了 判定3-0            | Fight Nights Global 83                                                     | 2018年2月22日  |
| ○    | ナウルーツ・ザミホフ         | 5分3R終了 判定3-0            | Fight Nights Global 76                                                     | 2017年10月8日  |
| ○    | ワリシャー・ラフモノフ       | 2R 4:45 リアネイキドチョーク | Fight Nights Global 71                                                     | 2017年7月29日  |
| ○    | アリム・イサバエフ           | 2R 3:32 TKO（パウンド）      | Fight Nights Global 62                                                     | 2017年3月31日  |
| ○    | ウルクベク・アマンバエフ     | 1R 4:12 リアネイキドチョーク | Fight Star Battle on Sura 6                                                | 2017年1月5日   |
| ○    | リシャト・ハリソフ           | 2R 3:28 リアネイキドチョーク | Fight Nights Global 57                                                     | 2016年12月16日 |

## 獲得タイトル
- GFCバンタム級王座（2019年）
- FMMASバンタム級王座（2018年）

## 表彰
- UFC パフォーマンス・オブ・ザ・ナイト（2回）
- UFC ファイト・オブ・ザ・ナイト（1回）